# Jorge Damiani
Jorge Damiani (Nervi, 6 de noviembre de 1931-17 de julio de 2017) fue un pintor uruguayo de origen italiano. Fue hijo del barítono uruguayo Víctor Damiani. Él y sus padres se trasladaron hacia Montevideo a pocos meses de su nacimiento, pero después regresaría a Italia para estudiar en Milán. En 1995 obtuvo el Premio Figari.

## Estudios
En el periodo entre 1951 y 1953 estudió en la Academia de Bellas Artes de Brera, en Milán con Pompeo Borra y Enzo Morelli. Posteriormente, tanto en el periodo de 1959 como en el de 1961, recibió la beca Guggenheim para realizar sus estudios en Nueva York en 1959. En Estados Unidos también fue becado por The New School for Social Research.

## Estilo
Su obra tiene rasgos del realismo metafísico italiano y del clasicismo.

## Obra
Pueden encontrarse algunas de sus obras en: Museo de Artes Visuales, Museo Juan Manuel Blanes, Museo de Arte Moderno de Buenos Aires, Museo de Arte Moderno de Nueva York, Museo de Arte Contemporáneo de Caracas, Museo de Bellas Artes de Bilbao, Museo de Arte Moderno de São Paulo, Museo de Arte Moderno de Río de Janeiro.